# Massimo Pedrazzini
Massimo Pedrazzini (n. 3 februarie 1958, Milano, Italia) este un fost fotbalist italian și antrenor de fotbal.
A jucat ca mijlocaș, mai ales la cluburi italiene de Serie B și Serie C1, obținând în total patru promovări ca jucător, cu Triestina, Catanzaro (ambele din Serie C1 în Serie B), Mantova (promovare în Serie C1) și Fiorenzuola (promovare în Serie C2).
După încheierea carierei, a trecut la antrenorat și a lucrat între 1991 și 1996 la școlile de juniori ale clubului AC Milan. În 2002-03, a fost pentru prima oară antrenor principal în Serie C2 la Monza, după care a devenit secund al lui Walter Zenga la Steaua București, Steaua Roșie Belgrad, Gaziantepspor și Al Ain FC, după care a revenit la Steaua București ca secund al lui Cosmin Olăroiu. În septembrie 2007 a fost numit antrenor interimar după demisia lui Gheorghe Hagi, și înlocuit în luna următoare cu Marius Lăcătuș. A rămas secund al lui Lăcătuș la Steaua până la demiterea acestuia în mai 2009, când a redevenit antrenor principal interimar. Interimatul a durat până la finalul sezonului, când, după obținerea calificării în Europa League, Pedrazzini a fost înlocuit cu Cristiano Bergodi și a plecat ca secund la U.S. Città di Palermo. În 2024, Pedrazzini a devenit selecționerul echipei naționale de fotbal feminin  a României.